# François Moutin

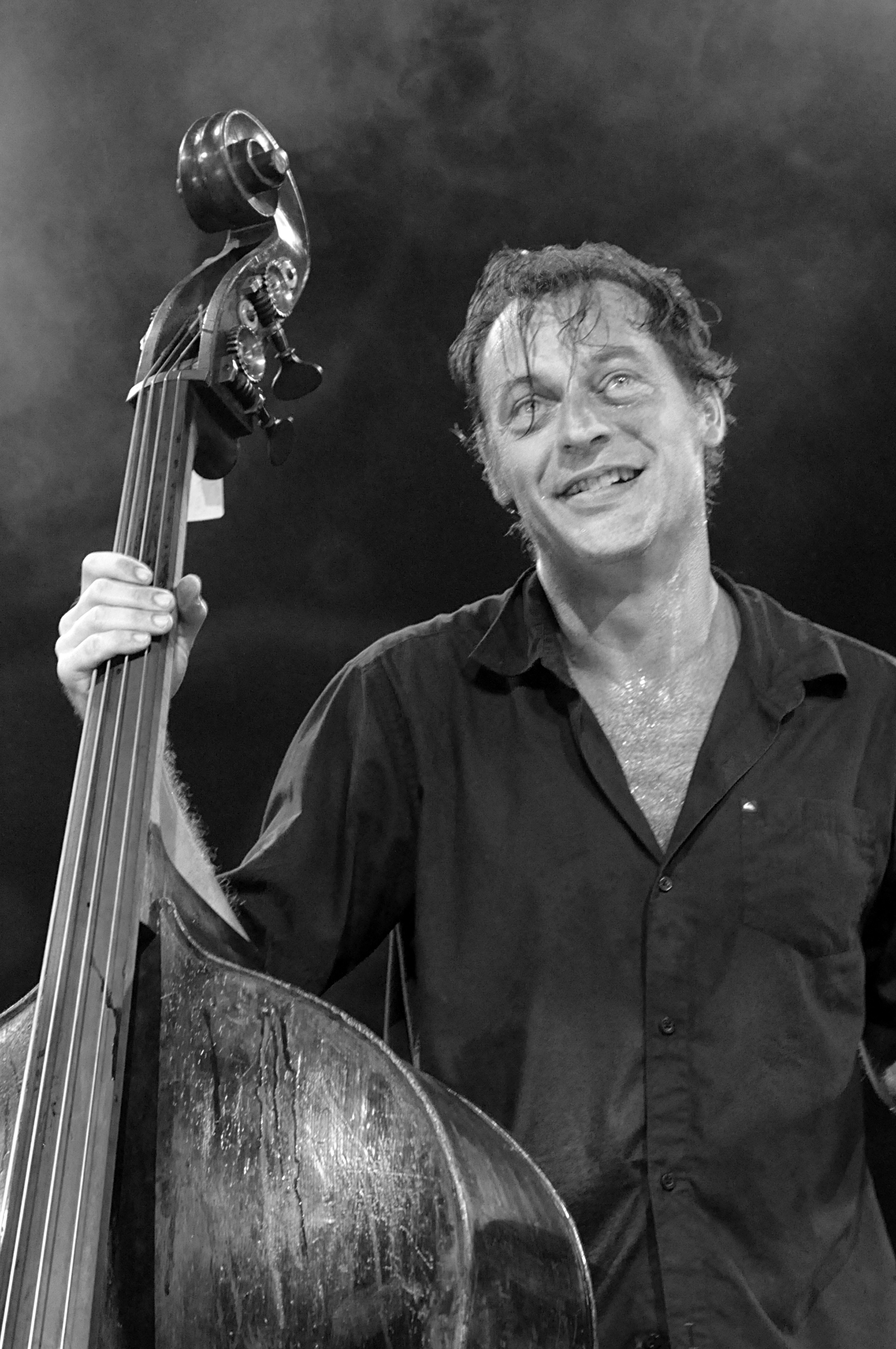
François Moutin (2010)

François Moutin (* 24. Dezember 1961 in Paris) ist ein französischer Jazz-Bassist.
Moutin spielte als Kind Gitarre und Klavier, bevor er zum Bass kam. Er studierte Mathematik und Physik, promovierte auch in Physik, bevor er sich 1985 für eine professionelle Musikerlaufbahn entschied. Er war Mitglied des Martial Solal’s Trio und gründete 1990 mit seinem Zwillingsbruder, dem Schlagzeuger Louis Moutin das Quintet Moutin, aus dem schließlich das Moutin Réunion Quartet hervorging.
Die Liste der Musiker, mit denen Moutin arbeitete, ist lang und umfasst Namen wie Martial Solal, Michel Portal, Antoine Hervé, Daniel Humair, André Ceccarelli, Éric Le Lann, Jean-Michel Pilc oder Christian Escoudé. Er trat auch mit Peter Erskine, Randy Brecker, Niels Lan Doky, Mino Cinelu, Dave Liebman, John Abercrombie, Toots Thielemans, Didier Lockwood, Larry Schneider, Aldo Romano, James Moody, Terri Lyne Carrington, Richard Galliano, Bernard Lubat, Aaron Scott, George Brown, Sunny Murray, Michel Legrand, Archie Shepp, Claude Nougaro, Trilok Gurtu, Bob Berg, Biréli Lagrène, Vladimir Cosma, Marius Constant und Markus Stockhausen auf. Er nahm an allen großen Jazzfestivals in Europa teil und bereiste dabei mehr als dreißig Länder.
1997 übersiedelte er nach New York City, dort wurde er festes Mitglied des Jazz-Trios von Jean-Michel Pilc. Daneben trat er mit Größen der New Yorker Jazz-Szene wie James Hurt, Ari Hoenig, Greg Tardy, Gene Jackson, Dave Binney, Rudresh Mahanthappa, Vijay Iyer, Adam Rogers, David Gilmore, Ben Monder, Billy Drews, Jamie Haddad, Steve Hass, Frank Wess, Jimmy Heath, Monty Alexander, Benny Powell, Richie Beirach, Dave Liebman, Clark Terry, Oliver Lake, Harry Belafonte, Odean Pope, Don Alias, Rick Margitza und Mike Stern auf und arbeitete auch mit dem arabischen Musiker Simon Shaheen.
2005 erhielt er mit seinem Bruder den Prix Django Reinhardt.

## Diskographische Hinweise
- Parcours, 1991
- White Key, 1991
- Seqience Thmyrique, 1992
- Init, 1993
- Anyway, 1993
- Fluide, 1994
- Exploration, 1996
- Dark Grooves, 1999
- Live at Sweet Basil, Vol 1+2, 1999
- Invention is You, 2001
- Summertime, 2002
- Welcome Home, 2002
- Power Tree, 2002
- Red Moon, 2003
- Florian Arbenz: Conversations #4: Vulcanized (2022)